# Флаг Усолья-Сибирского
Флаг муниципального образования «Город Усо́лье-Сиби́рское» Иркутской области Российской Федерации — опознавательно-правовой знак, служащий официальным символом муниципального образования.
Флаг утверждён 24 апреля 2014 года решением городской думы города Усолье-Сибирское № 31/6 и внесён в Государственный геральдический регистр Российской Федерации с присвоением регистрационного номера 9470.

## Описание
«Прямоугольное двухстороннее полотнище с отношением ширины к длине 2:3, составленное их двух горизонтальных полос голубого (вверху) и красного цвета, между которыми белая шипованная полоса, шириной 1/20 ширины полотнища (отношение ширины голубой части к ширине красной части составляет 2:1). В центре каждой части полотнища изображены фигуры из герба города Усолье-Сибирское: в голубом — жёлтые деревянные башни с воротами между ними, в красном — жёлтое колесо между парами квадратов белого и жёлтого цвета».

## Обоснование символики
Голубая часть полотнища, отделённая от красной части белой полоской подобной гребням волн, — аллегория реки Ангары и острова Красного, на которых был основан посёлок солеваров, выросший в современный город.
Башни и ворота — символ здравницы-курорта «Усолье», аллегория охраны здоровья.
Зубчатое колесо — символ машиностроения.
Серебряный квадрат (символический знак соли) — гласно указывает на название города, и аллегорически на предприятия, связанные с добычей и переработкой соли.
Золотой квадрат (прямоугольник) — аллегорически показывает предприятия, занимающиеся лесоперерабатывающим производством.
Голубой цвет (лазурь) — символ возвышенных устремлений, искренности, преданности, возрождения.
Красный цвет — символ груда, мужества, жизнеутверждающей силы, красоты и праздника.
Белый цвет (серебро) — символ чистоты, открытости, божественной мудрости, примирения.
Жёлтый цвет (золото) — символ высшей ценности, величия, богатства, урожая.

## Первый флаг

### Описание
«Флаг муниципального образования города Усолье-Сибирское представляет собой прямоугольное полотнище из трёх неравновеликих полос диагонального характера: средняя полоса белого цвета, идущая из нижнего левого в верхний правый угол, в соотношении 1/6 к общему размеру флага; верхняя и нижняя угловые части флага занимают соответственно по 5/12 части от общего размера флага. Верхняя часть — зелёного, нижняя — голубого цвета. Отношение ширины флага к его длине 2:3».

### Обоснование символики
Составляющая центральная часть флага — полоса белого цвета, символизирующая соль земли сибирской, что легло в основание названия города Усолье-Сибирское.
Верхний левый угол флага представляет собой треугольник неправильной формы зелёного цвета, символизирующий богатство лесных и луговых угодий городского и природного ландшафта.
Правый нижний угол представляет собой треугольник неправильной формы голубого цвета, являющийся тождественным левому верхнему углу флага, символизирующий могущество и величавость крупнейшей реки Сибири — Ангары, на левом берегу которой расположен город Усолье-Сибирское.